# Csaba Székely (Eisenbahner)
Csaba Székely (* 13. Oktober 1951 in Bad Aussee, Steiermark) ist ein österreichischer Eisenbahnmanager und Verkehrswirtschafter. Er war von 2007 bis 2010 Generaldirektor der Raab-Oedenburg-Ebenfurter Eisenbahn AG.

## Leben
Csaba Székely verbrachte, als Sohn ungarischer Eltern, die 1945 nach Österreich flüchteten, seine Kindheit in Gößl am Grundlsee, Steiermark. Nach der Matura studierte er zunächst Anglistik und Germanistik in Wien, änderte aber später die Studienrichtungen. Er schloss sein Studium 1980 mit einem Doktorat der Politikwissenschaft ab. Von 1977 bis 1988 war er als Journalist tätig (u. a. bei der Kronen Zeitung), von 1988 bis 1996 Pressesprecher der Verkehrsminister Rudolf Streicher und Viktor Klima, 1995 bis 1996 Mitglied des Aufsichtsrates der Raab-Oedenburg-Ebenfurter Eisenbahn AG, von 1996 bis 2006 Vorstandsdirektor der Raab-Oedenburg-Ebenfurter Eisenbahn AG und Leiter der Zweigniederlassungen Wien und Wulkaprodersdorf. Von 1. Jänner 2007 bis Juli 2010 war er Generaldirektor der Raab-Oedenburg-Ebenfurter Eisenbahn AG. Nachfolgerin wurde die Ungarin Ilona David, zuvor hochrangige MÁV-Direktorin. Bis zu seiner Pensionierung mit Jahresende 2016 war Székely erneut Vorstandsmitglied.
Er gilt darüber hinaus in Fachkreisen als profunder Experte des österreichischen Eisenbahnwesens.
In seine Wirkungszeit fallen die Inbetriebnahme eines Taktverkehrs zwischen Wien Südbahnhof und Sopron 1997, die Elektrifizierung der Neusiedler Seebahn zwischen Neusiedl am See und Fertőszentmiklós 2004, die Übernahme des Betriebes am Streckenabschnitt Szombathely–Szentgotthárd–Mogersdorf (Staatsgrenze) der ehemaligen ungarischen Westbahn von der MÁV 2006.

## Auszeichnungen
Mit 1. Jänner 2007 wurde Csaba Székely vom damaligen Vizekanzler und Bundesminister für Verkehr, Innovation und Technologie Hubert Gorbach das Große Ehrenzeichen für Verdienste um die Republik Österreich verliehen.
Am 19. Dezember 2016 wurde Csaba Székely vom Landeshauptmann Hans Niessl das Komturkreuz des Landes Burgenland verliehen.

## Privates und Trivia
Csaba Székely, der seit 2003 zum zweiten Mal verheiratet ist, spricht fließend Deutsch, Ungarisch und Englisch.

## Schriften
- Csaba Szekely, Manfred Tuschel: 1x Semmering und retour. Österreichischer Bundesverlag, Wien 1984, ISBN 3-215-04990-2
- Manfred Tuschel, Csaba Szekely: Im Zug der Zeit. 150 Jahre Eisenbahngeschichte Kaiser-Ferdinands-Nordbahn. Österreichischer Bundesverlag, ISBN 3-215-06064-7